# Holeneralakere, Bhadravati
Holeneralakere là một làng thuộc tehsil Bhadravati, huyện Shimoga, bang Karnataka, Ấn Độ.